# Morti nel 2011/Agosto
| Questa pagina contiene informazioni ricavate automaticamente dalle voci biografiche con l'ausilio del template Bio e di un bot. L'aggiornamento è periodico e automatico e ricostruisce completamente la pagina. Se manca una persona in questa lista, sei pregato di non aggiungerla, ma accertati piuttosto che la sua voce biografica contenga il template Bio e che i dati anagrafici siano correttamente compilati. Se il template Bio manca, inseriscilo tu stesso o, in alternativa, metti l'avviso {{tmp\|Bio}} che ne segnala la mancanza. Se i dati riportati sono sbagliati, correggi direttamente la voce biografica; le modifiche saranno visibili in questa lista entro pochi giorni. Per chiarimenti vedi il progetto biografie. La lista contiene solo le 178 persone che sono citate nell'enciclopedia e per le quali è stato implementato correttamente il template Bio. Pagina aggiornata al 26 lug 2025. |

- 2 agosto - Baruj Benacerraf, fisiologo e immunologo venezuelano (n. 1920)
- 2 agosto - Vittorio Citterich, giornalista e scrittore italiano (n. 1930)
- 2 agosto - Andrej Petrovič Kapica, geografo russo (n. 1931)
- 2 agosto - Carlo Pastorino, politico italiano (n. 1925)
- 2 agosto - Attilio Pavesi, ciclista su strada e pistard italiano (n. 1910)
- 2 agosto - Venere Pizzinato, supercentenaria italiana (n. 1896)
- 2 agosto - Žanna Prochorenko, attrice sovietica (n. 1940)
- 3 agosto - Mario Berrino, pittore e imprenditore italiano (n. 1920)
- 3 agosto - Rudolf Brazda, tedesco (n. 1913)
- 3 agosto - Annette Charles, attrice statunitense (n. 1948)
- 3 agosto - Giorgio Fabor, compositore e direttore d'orchestra italiano (n. 1920)
- 3 agosto - Andrew McDermott, cantante britannico (n. 1966)
- 3 agosto - Ray Patterson, cestista, allenatore di pallacanestro e dirigente sportivo statunitense (n. 1922)
- 3 agosto - José Ignacio Rivero, giornalista cubano (n. 1920)
- 3 agosto - Mario Sitri, pugile italiano (n. 1936)
- 3 agosto - Bubba Smith, attore e giocatore di football americano statunitense (n. 1945)
- 3 agosto - Stig Sundqvist, allenatore di calcio e calciatore svedese (n. 1922)
- 3 agosto - Angelo Turconi, calciatore e allenatore di calcio italiano (n. 1923)
- 3 agosto - Ryszard Świerad, lottatore polacco (n. 1955)
- 4 agosto - Sergio Bettini, calciatore italiano (n. 1940)
- 4 agosto - Naoki Matsuda, calciatore giapponese (n. 1977)
- 4 agosto - Conrad Schnitzler, tastierista, chitarrista e compositore tedesco (n. 1937)
- 4 agosto - Costanzo Valli, politico e funzionario italiano (n. 1937)
- 4 agosto - Sherman White, cestista statunitense (n. 1928)
- 4 agosto - Giorgio Zamboni, medico e filosofo italiano (n. 1943)
- 5 agosto - Andrzej Lepper, politico polacco (n. 1954)
- 5 agosto - Pak Seung-zin, calciatore nordcoreano (n. 1941)
- 5 agosto - Francesco Quinn, attore italiano (n. 1963)
- 6 agosto - Francesco Cardella, editore e imprenditore italiano (n. 1940)
- 6 agosto - Silvano Chinni, pittore e scultore italiano (n. 1946)
- 6 agosto - Kuno Klötzer, calciatore e allenatore di calcio tedesco (n. 1922)
- 6 agosto - Raffaele Manzoni, schermidore e maestro di scherma italiano (n. 1917)
- 6 agosto - Gaetano Mascali, arbitro di calcio italiano (n. 1938)
- 6 agosto - Roman Opałka, pittore polacco (n. 1931)
- 6 agosto - Hélène Rochas, imprenditrice francese (n. 1921)
- 6 agosto - John Wood, attore britannico (n. 1930)
- 6 agosto - Fe del Mundo, pediatra filippina (n. 1911)
- 7 agosto - Rosa Calzecchi Onesti, latinista, grecista e traduttrice italiana (n. 1916)
- 7 agosto - Ludovico Corrao, politico e avvocato italiano (n. 1927)
- 7 agosto - Doriano Crespan, calciatore italiano (n. 1946)
- 7 agosto - Marshall Grant, bassista statunitense (n. 1928)
- 7 agosto - Harri Holkeri, politico finlandese (n. 1937)
- 7 agosto - Nancy Wake, agente segreto neozelandese (n. 1912)
- 8 agosto - Mike Barrett, cestista statunitense (n. 1943)
- 8 agosto - Pino Ferrara, attore e doppiatore italiano (n. 1929)
- 8 agosto - Fred Ingaldson, cestista canadese (n. 1932)
- 8 agosto - Vittorio Masci, allenatore di calcio e calciatore italiano (n. 1925)
- 8 agosto - Hind Rostom, attrice egiziana (n. 1929)
- 8 agosto - Kasym Žakibaev, attore kazako (n. 1929)
- 9 agosto - Roberto Busa, gesuita, linguista e informatico italiano (n. 1913)
- 9 agosto - Yoshihiro Hamaguchi, nuotatore giapponese (n. 1926)
- 10 agosto - John Bree, scrittore di fantascienza italiano (n. 1935)
- 10 agosto - Francisco Bullrich, architetto e pittore argentino (n. 1929)
- 10 agosto - Oldřich Machač, hockeista su ghiaccio ceco (n. 1946)
- 11 agosto - Robert Breer, regista statunitense (n. 1926)
- 11 agosto - Don Chandler, giocatore di football americano statunitense (n. 1934)
- 11 agosto - Vincenzo Croce, astrofisico, scrittore e divulgatore scientifico italiano (n. 1932)
- 11 agosto - George Devol, inventore e imprenditore statunitense (n. 1912)
- 11 agosto - Antonio Filograna, imprenditore e dirigente sportivo italiano (n. 1923)
- 11 agosto - Ignacio Flores, calciatore messicano (n. 1953)
- 11 agosto - Jani Lane, cantante statunitense (n. 1964)
- 11 agosto - Bob Shamansky, politico statunitense (n. 1927)
- 11 agosto - Mark Sinyangwe, calciatore zambiano (n. 1979)
- 12 agosto - Del Connell, fumettista statunitense (n. 1918)
- 12 agosto - Enrico Novellini, politico italiano (n. 1937)
- 12 agosto - Francisco Solano López, fumettista argentino (n. 1928)
- 13 agosto - Chris Lawrence, pilota automobilistico britannico (n. 1933)
- 13 agosto - Ellen Winther, cantante danese (n. 1933)
- 13 agosto - Riccardo Picchio, slavista italiano (n. 1923)
- 14 agosto - Ekaterina Golubeva, attrice russa (n. 1966)
- 14 agosto - Shammi Kapoor, attore indiano (n. 1931)
- 14 agosto - Fritz Korbach, allenatore di calcio tedesco (n. 1945)
- 14 agosto - Vladimir Ryženkov, sollevatore sovietico (n. 1948)
- 14 agosto - Nive Veroni, politica e giornalista italiana (n. 1924)
- 15 agosto - Gabriela Ciocan, cestista rumena (n. 1948)
- 15 agosto - Tom Hindle, calciatore inglese (n. 1921)
- 15 agosto - Allain Leprest, cantautore francese (n. 1954)
- 15 agosto - André Ruffet, ciclista su strada francese (n. 1929)
- 15 agosto - Sif Ruud, attrice svedese (n. 1916)
- 15 agosto - Rick Rypien, hockeista su ghiaccio canadese (n. 1984)
- 15 agosto - Lia Scutari, cantante e attrice italiana (n. 1938)
- 15 agosto - Joan Baptista Torelló, presbitero, teologo e psichiatra spagnolo (n. 1920)
- 16 agosto - Andrej Bajuk, politico sloveno (n. 1943)
- 16 agosto - Bill Caton, calciatore inglese (n. 1924)
- 16 agosto - Shmuel Melika, calciatore israeliano (n. 1947)
- 16 agosto - Bruno Monti, ciclista su strada italiano (n. 1930)
- 16 agosto - Frank Munro, allenatore di calcio e calciatore scozzese (n. 1947)
- 16 agosto - Pete Pihos, giocatore di football americano statunitense (n. 1923)
- 16 agosto - Vitaliano Ravagli, scrittore, antifascista e attivista italiano (n. 1934)
- 17 agosto - Claudio Castiglioni, imprenditore italiano (n. 1947)
- 17 agosto - Salah Dessouki, schermidore egiziano (n. 1922)
- 17 agosto - Gérald Genta, progettista e gioielliere svizzero (n. 1931)
- 17 agosto - Gualtiero Jacopetti, giornalista e regista italiano (n. 1919)
- 17 agosto - Michel Mohrt, editore, scrittore e saggista francese (n. 1914)
- 17 agosto - Giuseppe Molina, calciatore italiano (n. 1922)
- 17 agosto - Carlo Pisati, politico italiano (n. 1935)
- 17 agosto - Pierre Quinon, astista francese (n. 1962)
- 18 agosto - Scotty Robertson, allenatore di pallacanestro statunitense (n. 1930)
- 18 agosto - Jean Tabary, fumettista francese (n. 1930)
- 18 agosto - Nicoletta Casiraghi, politica italiana (n. 1948)
- 19 agosto - Giulia Gabrieli, italiana (n. 1997)
- 19 agosto - Gun Hägglund, conduttrice televisiva e giornalista svedese (n. 1932)
- 19 agosto - Jevhen Jevsjejev, calciatore ucraino (n. 1987)
- 19 agosto - Janusz Kierzkowski, pistard polacco (n. 1947)
- 19 agosto - Ennio Marzocchini, regista televisivo, regista cinematografico e scrittore italiano (n. 1942)
- 19 agosto - Giff Roux, cestista statunitense (n. 1923)
- 19 agosto - Raúl Ruiz, regista e sceneggiatore cileno (n. 1941)
- 19 agosto - Amedeo Scarpi, canottiere italiano (n. 1917)
- 19 agosto - Walter Serena, ciclista su strada italiano (n. 1928)
- 19 agosto - Vladimir Torban, cestista sovietico (n. 1932)
- 20 agosto - Reza Badiyi, regista iraniano (n. 1930)
- 20 agosto - Maria Concetta Cacciola, italiana (n. 1980)
- 21 agosto - Mario Guidotti, giornalista e saggista italiano (n. 1923)
- 21 agosto - Budd Hopkins, pittore e scultore statunitense (n. 1931)
- 21 agosto - Guido Lemmi, speleologo italiano (n. 1933)
- 21 agosto - Ezra Sued, calciatore argentino (n. 1923)
- 22 agosto - Ettore Caracciolo, psicologo italiano (n. 1933)
- 22 agosto - Arvedo Cecchini, lottatore italiano (n. 1924)
- 22 agosto - Sofiene Chaari, attore tunisino (n. 1962)
- 22 agosto - Joan Gerber, doppiatrice statunitense (n. 1935)
- 22 agosto - Jesper Klein, attore e doppiatore danese (n. 1944)
- 22 agosto - Jack Layton, politico canadese (n. 1950)
- 22 agosto - Jerry Leiber, paroliere statunitense (n. 1933)
- 22 agosto - Loriot, comico e umorista tedesco (n. 1923)
- 22 agosto - Žarko Nikolić, calciatore jugoslavo (n. 1936)
- 22 agosto - Vettor Pisani, pittore, architetto e drammaturgo italiano (n. 1934)
- 23 agosto - Sybil Jason, attrice sudafricana (n. 1927)
- 23 agosto - Eleonora Morana, attrice italiana (n. 1922)
- 23 agosto - Giotto Stoppino, architetto e designer italiano (n. 1926)
- 24 agosto - Giacomo Bologna, politico italiano (n. 1922)
- 24 agosto - Frank DiLeo, produttore cinematografico e attore statunitense (n. 1947)
- 24 agosto - Frederick A. Fox, compositore e docente statunitense (n. 1931)
- 24 agosto - Étienne Taillemite, storico e archivista francese (n. 1924)
- 24 agosto - Alfons Van Brandt, calciatore belga (n. 1927)
- 25 agosto - Donna Christanello, wrestler statunitense (n. 1942)
- 25 agosto - Monique Limousin, cestista francese (n. 1930)
- 25 agosto - Lazar Mojsov, politico jugoslavo (n. 1920)
- 25 agosto - Domenico Montalto, giornalista e storico dell'arte italiano (n. 1954)
- 25 agosto - Eugene Nida, linguista e traduttore statunitense (n. 1914)
- 25 agosto - Gianfranco Pancani, giornalista italiano (n. 1926)
- 26 agosto - Aloysius Ambrozic, cardinale e arcivescovo cattolico canadese (n. 1930)
- 26 agosto - George Band, alpinista e geologo britannico (n. 1929)
- 26 agosto - Charles Kingsley Barrett, biblista britannico (n. 1917)
- 26 agosto - Ansano Giannarelli, regista e sceneggiatore italiano (n. 1933)
- 26 agosto - John McAleese, militare britannico (n. 1949)
- 26 agosto - Manuel Saavedra, calciatore cileno (n. 1941)
- 27 agosto - Eve Brent, attrice statunitense (n. 1929)
- 27 agosto - Bob Hubbard, cestista statunitense (n. 1922)
- 27 agosto - Kim Tai-chung, attore, artista marziale e imprenditore sudcoreano (n. 1943)
- 27 agosto - John Parke, calciatore nordirlandese (n. 1937)
- 27 agosto - Tapio Pöyhönen, cestista finlandese (n. 1927)
- 27 agosto - Jerry Rizzo, cestista statunitense (n. 1918)
- 27 agosto - Ija Sergeevna Savvina, attrice sovietica (n. 1936)
- 27 agosto - Norman Frederick Simpson, drammaturgo britannico (n. 1919)
- 28 agosto - Leonard Harris, attore, scrittore e critico cinematografico statunitense (n. 1929)
- 28 agosto - Jean Monbourquette, presbitero e psicologo canadese (n. 1933)
- 28 agosto - Piero Tempesti, astronomo italiano (n. 1917)
- 29 agosto - Jim Baechtold, cestista e allenatore di pallacanestro statunitense (n. 1927)
- 29 agosto - David Honeyboy Edwards, cantante e chitarrista statunitense (n. 1915)
- 29 agosto - Fernando Ferretti, calciatore brasiliano (n. 1949)
- 29 agosto - Khamis Gheddafi, militare libico (n. 1983)
- 29 agosto - Altibano Maselli, calciatore italiano (n. 1927)
- 29 agosto - George Sutor, cestista statunitense (n. 1943)
- 29 agosto - Junpei Takiguchi, attore e doppiatore giapponese (n. 1931)
- 30 agosto - Renato Bertacchini, giornalista e critico letterario italiano (n. 1921)
- 30 agosto - Radivoje Ognjanović, allenatore di calcio e calciatore jugoslavo (n. 1938)
- 30 agosto - João Carlos Batista Pinheiro, allenatore di calcio e calciatore brasiliano (n. 1932)
- 30 agosto - Holger Seebach, calciatore danese (n. 1922)
- 31 agosto - Cal Christensen, cestista statunitense (n. 1927)
- 31 agosto - Gennadij Kapustin, cestista sovietico (n. 1958)
- 31 agosto - Abderrahmane Mahjoub, calciatore marocchino (n. 1929)
- 31 agosto - Jorge Nuré, cestista argentino (n. 1926)
- 31 agosto - Johann Riegler, calciatore austriaco (n. 1929)
- 31 agosto - Valerij Il'ič Roždestvenskij, cosmonauta sovietico (n. 1939)
- 31 agosto - Carlo Sismonda, pittore, compositore e musicista italiano (n. 1929)
- 31 agosto - Jack Stephens, cestista statunitense (n. 1933)
- 31 agosto - Peter Twiss, militare e aviatore inglese (n. 1921)
- 31 agosto - Rosel Zech, attrice tedesca (n. 1940)